# Sieben Gedichte von Albert Sergel
Sieben Gedichte von Albert Sergel für eine Singstimme und Pianoforte is een compositie van Christian Sinding. Sinding schreef een toonzetting bij zeven gedichten van Albert Sergel (1876-1946). Ten tijde van het componeren was Sinding niet erg geliefd in zijn thuisland Noorwegen. Dat was ook omgekeerd, Sinding had niet zoveel met Noorwegen. Sinding verbleef liever in Duitsland, met name Berlijn en Leipzig. Dit is dan ook de reden dat de liederenbundel gepubliceerd is door Peters Verlag in Leipzig. De Deens/Noorse muziekuitgeverij Wilhelm Hansen hield zich liever beperkt tot de Noorse liederen, die overigens wel een grote populariteit kende in Noorwegen.
De zeven gedichten:
1. Narrenlied (nicht zu schnell)
2. Im Walde liegt ein stiller See (langsam)
3. Spruch (langsam)
4. Ein Maientag (con fuoco)
5. Immer wieder (langsam)
6. Auf der Wiese
7. So gehen die Tage zum Ende (Im Volkston)

Het is onbekend of de liederenbundel ooit in haar geheel is uitgevoerd of opgenomen. De Finse componist Yrjö Kilpinen gebruikte Im Walde liegt ein stiller See in zijn Sommersegen (opus 75, 1932/33).